# Pedro Duque
Pedro Francisco Duque Duque (Madrid, 14 maart 1963) is de Spaanse minister van Wetenschap en Innovatie, en daarvoor was hij ruimtevaarder van de ESA.

## Ruimtevaart
Duque zijn eerste ruimtevlucht was STS-95 met de spaceshuttle Discovery en vond plaats op 29 oktober 1998. Tijdens de missie werden er aan boord verschillende experimenten uitgevoerd.
In totaal heeft Duque twee ruimtevluchten op zijn naam staan, allemaal naar het Internationaal ruimtestation ISS. Daar voerde hij ook de Cervantes-missie uit. Hij was lid van het Europees astronautenkorps.

## Politiek
Op 7 juni 2018 nam hij zitting in het eerste kabinet Sánchez als minister van Wetenschap, Innovatie en Universiteiten, als tijdens de twaalfde legislatuur het tweede kabinet Rajoy ten val komt door een motie van wantrouwen, en de socialistische partij PSOE, onder leiding van Pedro Sánchez, de regering overneemt. Hij blijft deze functie bekleden tijdens de dertiende legislatuur, en ook tijdens de veertiende legislatuur is hij Minister van Wetenschap en Innovatie.